# Misa de 1965

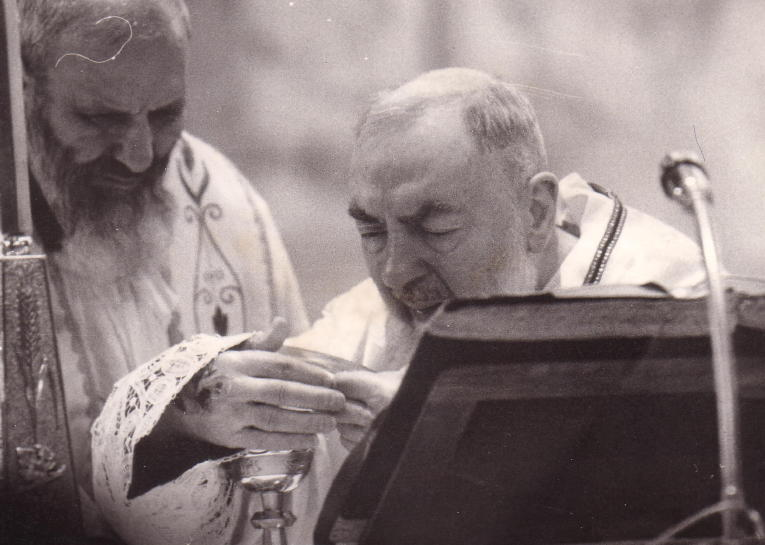
San Pío de Pietrelcina celebrando la misa del Vaticano II en 1968.

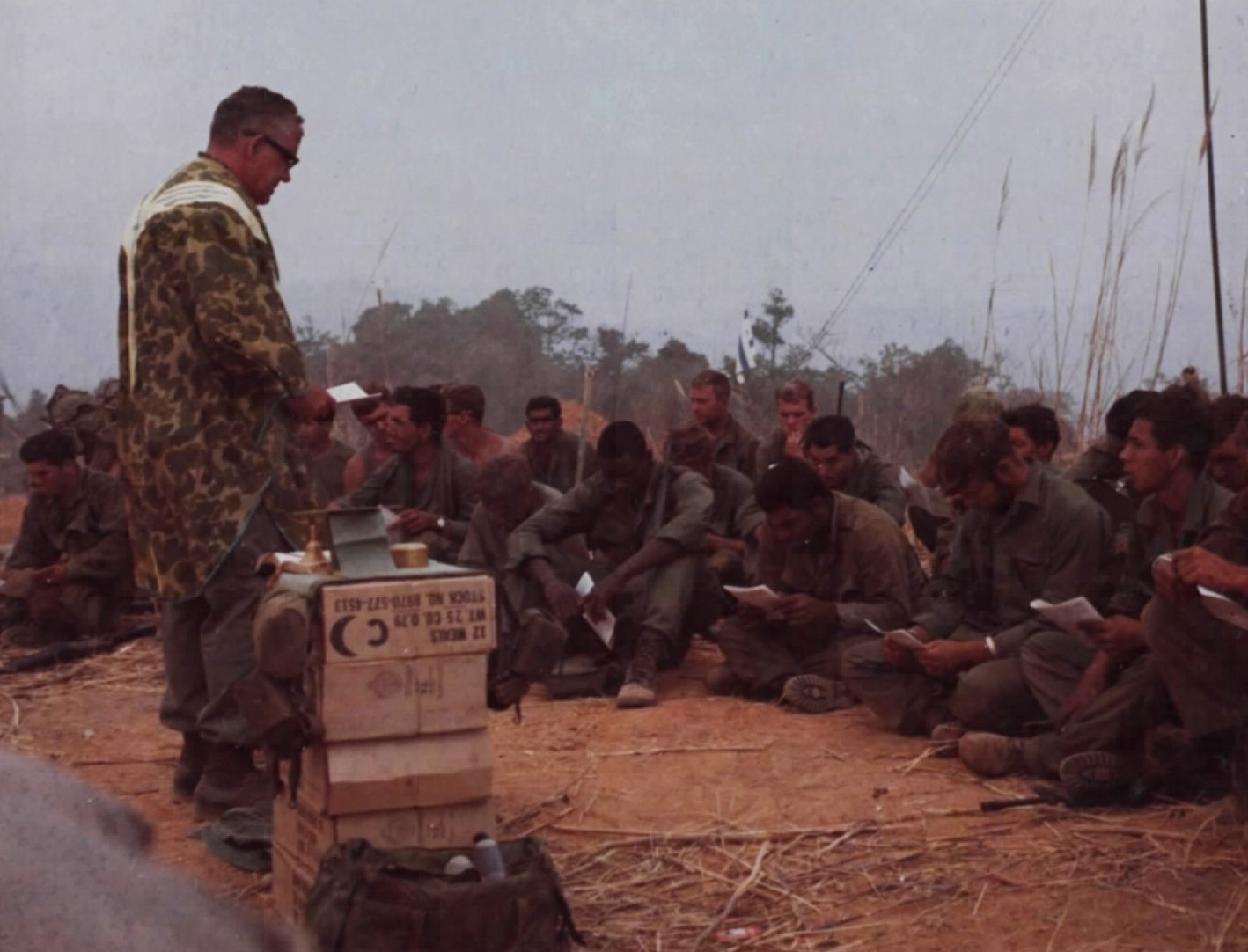
El capellán de la 4.ª División de Infantería (Estados Unidos), celebra la misa del Vaticano II durante la guerra de Vietnam, el 26 de marzo de 1968.

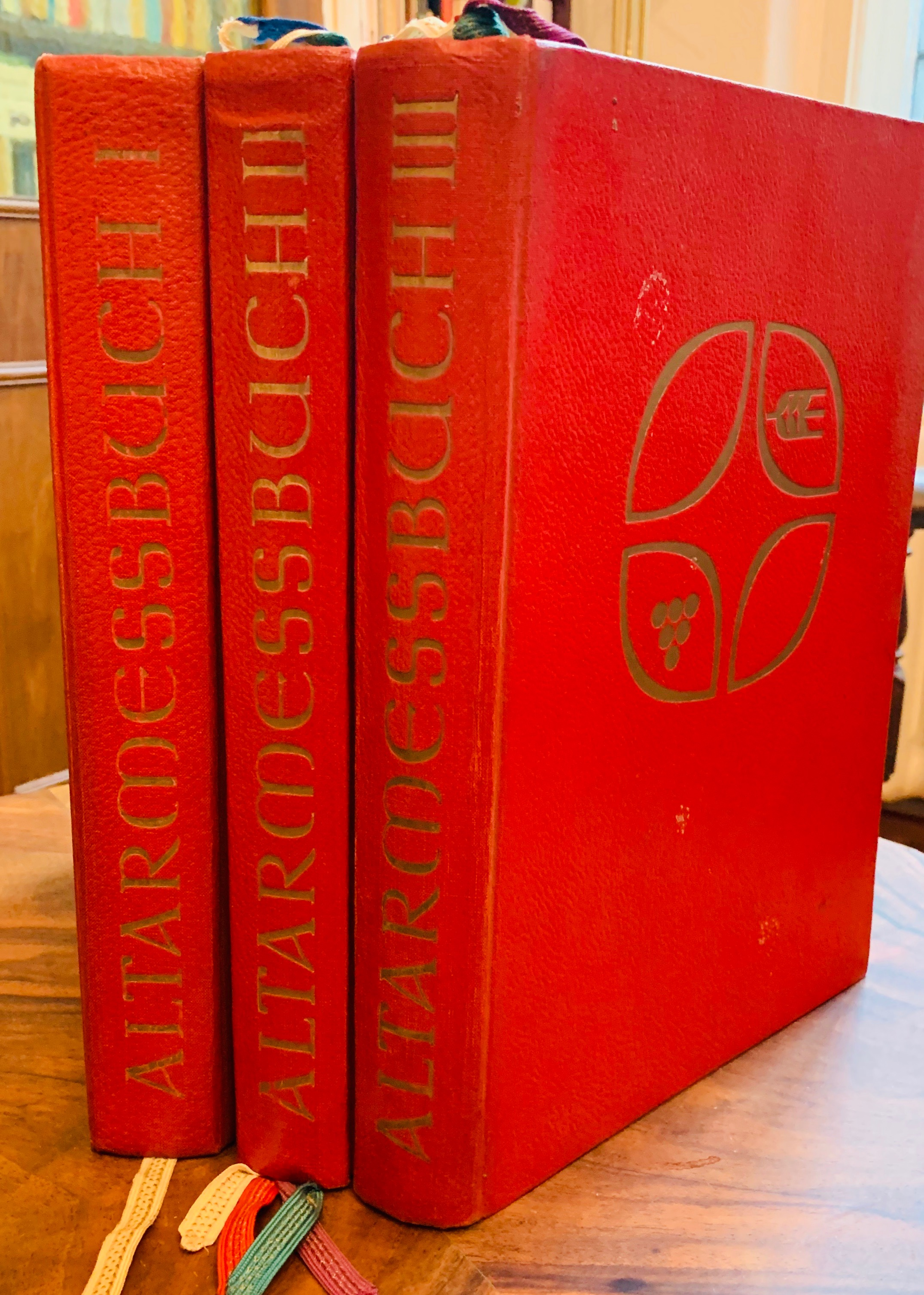
Misal romano de 1965 en alemán.

La misa de 1965, también conocida como misa nueva, misa interina, misa conciliar, misa vaticana o misa del Vaticano II, fue la liturgia utilizada en la Iglesia católica para el rito romano que se promulgó tras la publicación del nuevo misal romano por el papa Pablo VI en 1965, durante el Concilio Vaticano II, con el propósito de implementar las pautas establecidas en el documento conciliar Sacrosanctum Concilium. Sustituyó a la misa tridentina, que había sido promulgada en 1570 por Pío V y revisada en 1962 por Juan XXIII, predecesor de Pablo VI.
Apenas cuatro años después, en 1969, el mismo Pablo VI promulgó el misal conocido como Novus Ordo Missae, conocido además como misal de Pablo VI o misal de Juan Pablo II, debido a las revisiones realizadas por este último en los años 2000 y 2002. Este misal se convirtió en el rito predominante en la Iglesia católica, quedando desde entonces el misal de 1965 desplazado y en el olvido.

## Historia

### Antecedentes

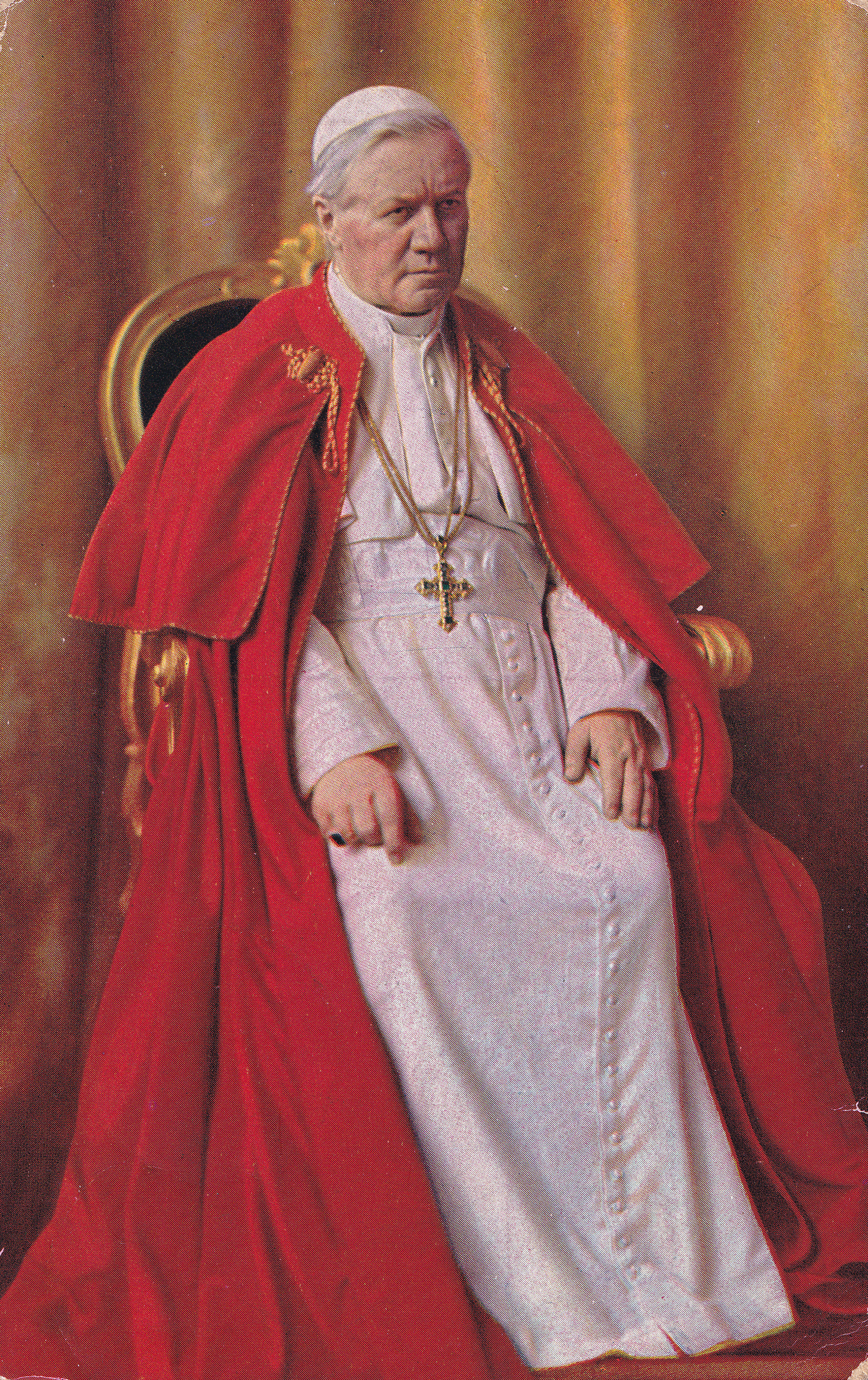
San Pío X, gran impulsor del canto gregoriano.

Los cambios en la liturgia de la Iglesia latina no son un fenómeno reciente, sino parte de un proceso histórico continuo. Sin embargo, hasta el siglo XX, estas modificaciones habían sido relativamente limitadas en magnitud y profundidad. Fue en 1911, con la constitución apostólica Divino Afflatu del papa san Pío X, cuando la liturgia experimentó una reforma innovadora.
La reforma impulsada por papa Pío X introdujo cambios sustanciales en el Breviario romano, rompiendo con una tradición litúrgica de más de 1500 años. William Bonniwell, O.P., calificó esta transformación como una «grave mutilación» del Breviario, argumentando que alteraba una práctica universal que incluso el propio Jesucristo habría conocido en su vida terrena.
El misal romano, promulgado por san Pío V tras el Concilio de Trento mediante la bula papal Quo primum tempore (1570), también sufrió modificaciones a lo largo de los siglos. Aunque Pío V decretó que «nada se le añada, quite o cambie en ningún momento y en ésta forma Nos lo decretamos y Nos lo ordenamos a perpetuidad, bajo pena de nuestra indignación», posteriores pontífices introdujeron cambios menores, ya que esto solo podía ser modificado por el romano pontífice. Clemente VIII en 1604 y Urbano VIII en 1634 publicaron nuevas ediciones típicas. Durante el pontificado del papa León XIII, se realizó una revisión en 1884, seguida por otra en 1900. Con el pontífice Pío X, se emprendieron profundas modificaciones, que culminaron en una nueva edición del misal publicada por su sucesor, el papa Benedicto XV, en 1920.
El uso exclusivo en la misa del latín, adoptado en el siglo IV, respondía a la realidad cultural de su tiempo: el latín era la lengua materna de los fieles, lengua vernácula. Sin embargo, con el surgimiento de las lenguas romances, derivadas del latín vulgar, gran parte del pueblo empezó a encontrar la liturgia menos entendible. Aunque el clero –acólitos, diáconos, presbíteros y obispos– continuó comprendiendo plenamente los textos, cánticos y oraciones de la misa, los laicos vieron mermada su capacidad de participación consciente y activa. Para el siglo XX, la misa en latín se había tornado en gran medida ininteligible para los fieles laicos, quienes quedaban excluidos de una participación activa. Algunos rezaban el rosario o leían devocionarios durante la misa quedando, a criterio de algunos teólogos, ajenos al misterio eucarístico.
Esta desconexión fomentó el movimiento litúrgico iniciado por el abad Prosper Guéranger, O.S.B. (1805-1875), quien buscó revitalizar la liturgia promoviendo la uniformidad del rito romano y la recuperación de elementos tradicionales, como el canto gregoriano. Su obra L’Année Liturgique destacó la importancia de la liturgia como oración de Cristo y de la Iglesia, frente a las prácticas piadosas individuales que, aunque legítimas, reducían la participación en los misterios sagrados.

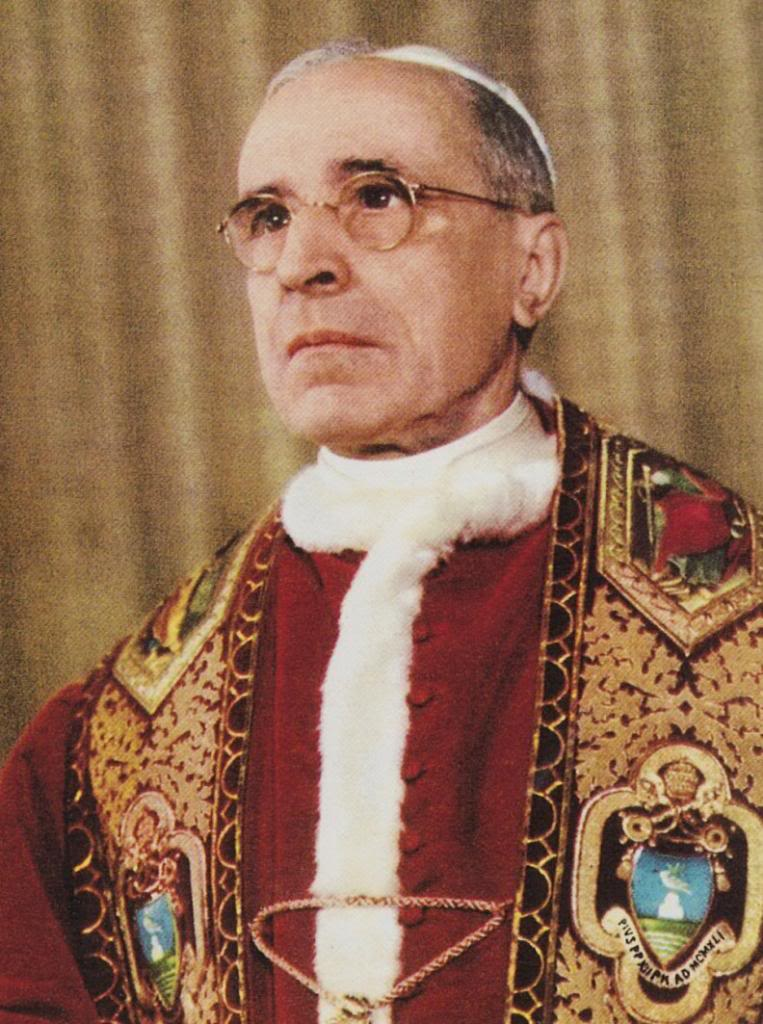
Los textos del venerable Pío XII se convirtieron en los más citadas por los documentos del Concilio Vaticano II, únicamente superados por la Biblia.

Siguiendo esta misma línea por una liturgia más participativa y comprensible, el papa Pío XII dio pasos decisivos en la renovación del culto católico latino. Su encíclica Mediator Dei (1947) señalo principios claros respecto al culto, destacando el papel exclusivo del obispo de Roma para introducir y regular cambios litúrgicos: «Por eso el Sumo Pontífice es el único que tiene derecho a reconocer y establecer cualquier costumbre cuando se trata del culto, a introducir y aprobar nuevos ritos y a cambiar los que estime deben ser cambiados»
El venerable Pío XII fomentó el canto popular religioso, aunque este aún no formaba parte integral de la liturgia. Reafirmó la centralidad de la polifonía y el gregoriano como expresiones propias de la música sagrada, en sintonía con lo ya establecido por su predecesor, Pío X, en el motu proprio Tra le Sollecitudini, donde se enfatizaba que «una composición religiosa será más sagrada y litúrgica cuanto más se acerque en aire, inspiración y sabor a la melodía gregoriana, y será tanto menos digna del templo cuanto diste más de este modelo soberano».
Pío XII también alentó la participación activa de los fieles en la liturgia a través del canto y los gestos rituales, aunque con cautela frente a innovaciones desmedidas. Denunció con firmeza los peligros de las falsas innovaciones, los cambios radicales y las posibles influencias protestantes que algunos sectores intentaban introducir. Sin embargo, lejos de rechazar el movimiento litúrgico en su totalidad, lo apoyó en sus aspectos más auténticos y enriquecedores.

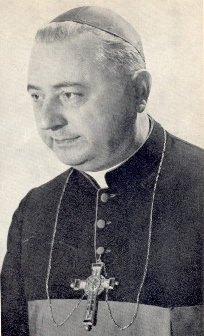
Annibale Bugnini.

La primera gran revisión liturgia de la misa tridentina tuvo lugar durante el pontificado de Pío XII, antes del Concilio Vaticano II. En 1951, se inició una reforma del misal tridentino, específicamente para los ritos de la Semana Santa, que entró en vigor en toda la Iglesia en 1955. Esta reforma litúrgica, sin precedentes, contó con la participación de algunos de los principales artífices de la reforma posterior del misal romano en 1965 y 1969, como monseñor Annibale Bugnini, C.M., personaje que en tiempos recientes ha sido objeto de críticas por sus presuntos vínculos con la masonería.
En su encíclica Musicae Sacrae (Navidad de 1955), Pío XII reconoció el canto gregoriano, la polifonía y el canto religioso popular como elementos del patrimonio musical católico. Más tarde, en la instrucción De Musica Sacra et Sacra Liturgia (septiembre de 1958), amplió esta visión para incluir también la música sacra moderna y la música para órgano. En este documento definió la música sagrada como «el canto gregoriano, la polifonía sacra, la música sagrada moderna, la música sacra para órgano, el canto popular religioso y la música religiosa».

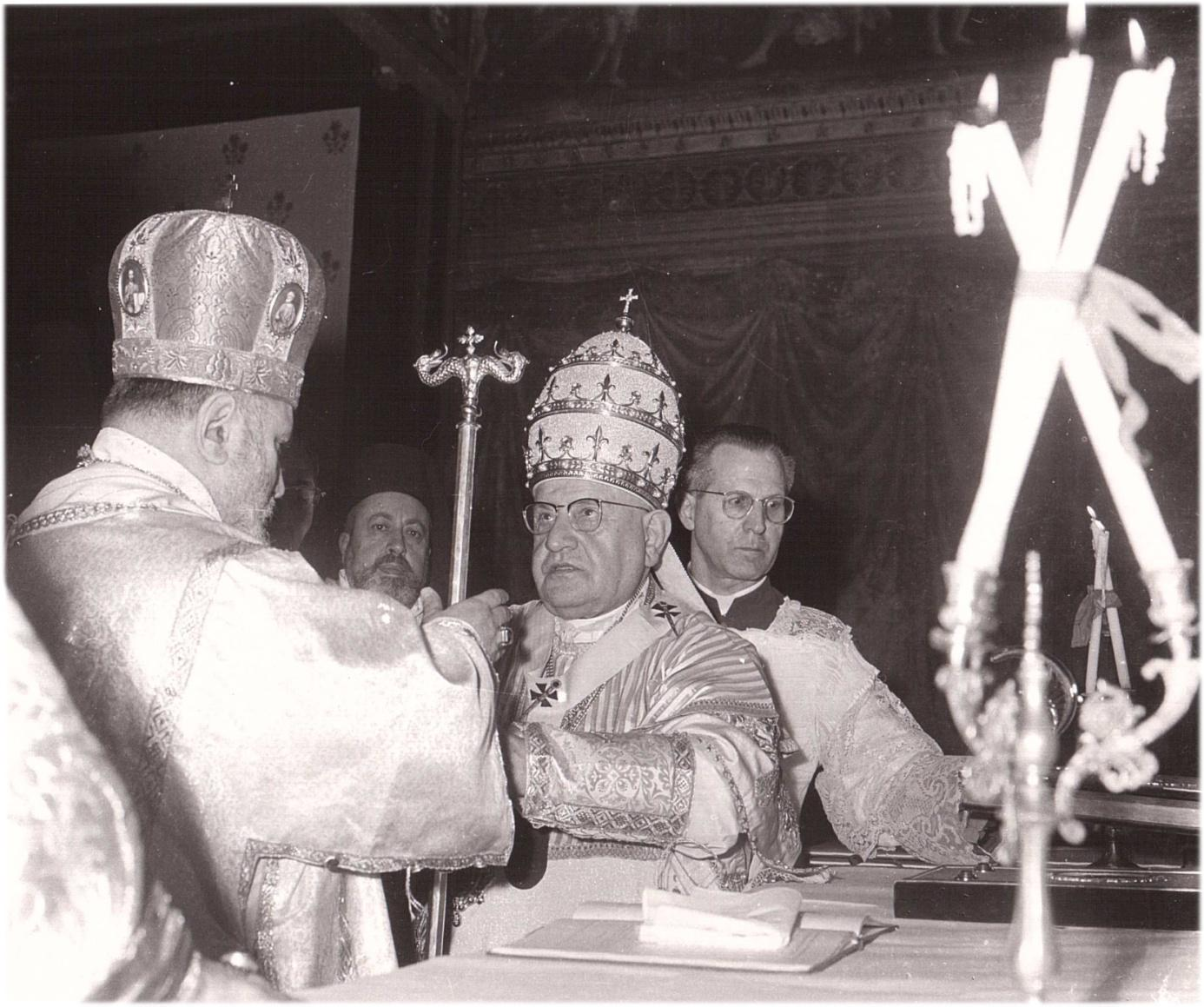
San Juan XXIII, convocante del Concilio Vaticano II, celebrando la Divina Liturgia en rito bizantino-griego, con tiara papal, fanón, palio y báculo de estilo oriental con serpientes que representan la vara de Moisés, en abril de 1961.

En enero de 1959, san Juan XXIII anunció la convocatoria del Concilio Vaticano II y, el 25 de julio de 1960, en su motu proprio Rubricarum instructum, escribió: «Después de haber examinado por mucho tiempo y con detención, hemos decidido que en el próximo concilio ecuménico se deben proponer los grandes principios para una reforma litúrgica general».

El papa Juan XXIII introdujo un cambio importante en la liturgia al permitir que las lecturas litúrgicas se realizaran en lenguas vernáculas, publicando una revisión del misal romano el 25 de julio de 1962. Además, incorporó nombre de San José en el Canon Romano.

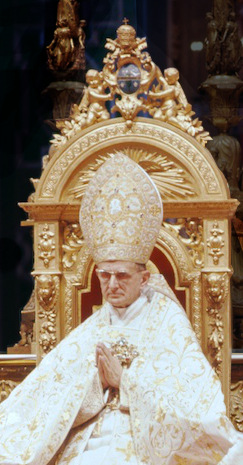
San Pablo VI durante el Concilio.

La inauguración oficial del Concilio Vaticano II tuvo lugar el 11 de octubre de 1962. El cardenal Montini, futuro sucesor de Juan XXIII en la silla de Pedro, escribió en aquellos días a su arquidócesis de Milán: «El concilio ha comenzado orando». Se escogió el esquema de liturgia como primer tema a discutir en el aula conciliar. El 16 de octubre se comunicó en la segunda congregación general que el concilio comenzaría por el examen de dicho esquema. Cuatro días más tarde, los padres conciliares eligieron a los miembros de la comisión litúrgica, compuesta por 16 integrantes, a los que el papa añadió ocho más. El cardenal Arcadio María Larraona Saralegui, C.M.F fue designado presidente, acompañado por los cardenales Paolo Giobbe y Julien como vicepresidentes, y el padre Fernando Antonelli, O.F.M, como secretario. Este equipo sería clave en los desarrollos posteriores de la reforma litúrgica.
Del 22 de octubre al 13 de noviembre de 1962, los padres conciliares discutieron el esquema de liturgia en un ambiente caracterizado por una elevada altura intelectual y espiritual.
El 22 de noviembre de 1962, durante el Concilio Vaticano II, el padre conciliar Máximo IV Saigh, obispo de rito oriental sirio, pronunció una intervención en favor del uso de las lenguas vernáculas en la misa, apelando tanto a la tradición como al sentido común:

“Cristo ofreció el primer Sacrificio Eucarístico en una lengua comprensible para todos los presentes, el arameo... Nunca se les ocurrió [a los Apóstoles] que en una reunión cristiana el celebrante debería leer los textos de la Sagrada Escritura, cantar salmos, predicar o partir el pan usando una lengua diferente de la de la comunidad reunida... En su momento, el latín sustituyó al griego porque era la lengua hablada por los fieles de aquel tiempo. Entonces, ¿por qué no habría de aplicar la Iglesia Romana el mismo principio en la actualidad?”

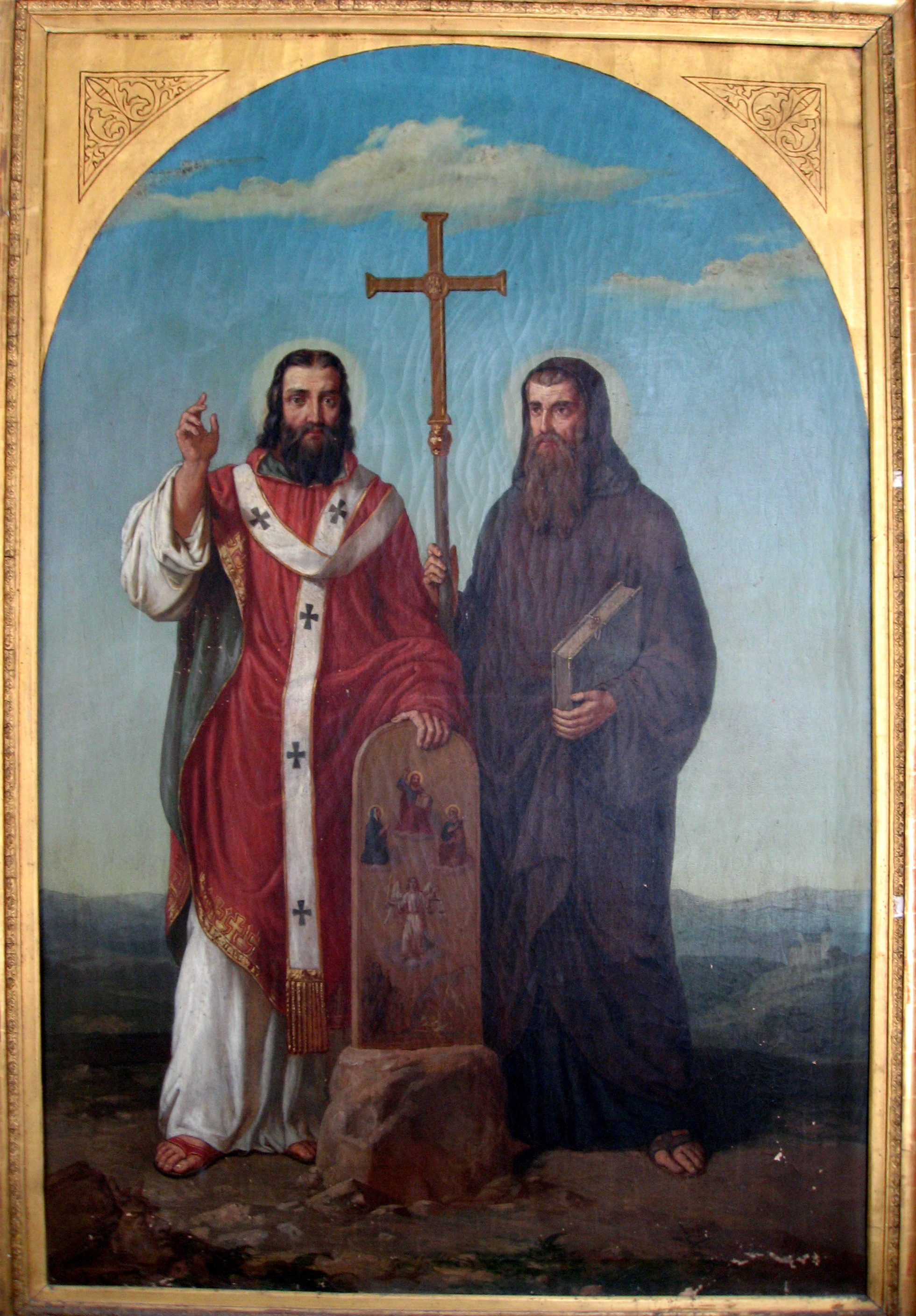
Uno de los permisos más antiguos dados por Roma para celebrar una misa en una lengua distinta al latín fue dada a Cirilo y Metodio en el 867.

El Concilio Vaticano II, en su primer documento aprobado, constitución Sacrosanctum Concilium (diciembre de 1963), trató este tema. Se preservó la lengua latina como lengua oficial de la Iglesia latina, pero se concedió la facultad de incluir partes de la misa en las lenguas vernáculas de los fieles, al mismo tiempo que se mantenía el latín en partes como el Ordinario de la Misa, el cual debía ser comprendido por los fieles laicos.
Cabe señalar que el permiso para usar lenguas vernáculas en ciertas partes de la misa se había concedido en ocasiones previas al Concilio Vaticano II, remontándose incluso a la Edad Media. Entre estas autorizaciones destaca la bula otorgada en 867 por Adriano II a los santos Cirilo y Metodio, en la que se reconocía el uso del antiguo eslavo eclesiástico en la liturgia. Este idioma, que evolucionó hasta convertirse en el eslavo eclesiástico, sigue empleándose en la liturgia de varias iglesias ortodoxas eslavas. La autorización para el uso de esta lengua se extendió a otras regiones eslavas entre 1886 y 1935.
En el siglo XIV, misioneros dominicos tradujeron los libros litúrgicos del rito dominico, uno de los ritos latinos, al armenio para una comunidad monástica en Qrna, Armenia. Estos monjes, tras abandonar la Iglesia apostólica armenia y unirse a la Iglesia católica, fundaron la Orden de los Hermanos Unionistas de San Gregorio el Iluminador, que adoptó Constituciones similares a la Orden Dominica y fueron aprobados por Inocencio VI en 1356. En sus monasterios en Armenia, Persia, Georgia y Crimea se empleó el rito dominico en armenio, aunque este rito desapareció en 1813 con la muerte de los últimos frailes de la congregación en Esmirna.
A finales del siglo XIV, en 1398, Bonifacio IX autorizó al monje Máximo Crisoberges a fundar un monasterio en Grecia, donde se celebraría la misa en griego según el rito dominico. Otras concesiones antes del Concilio Vaticano II incluyen la autorización de Pío X en 1906 para algunas partes de Yugoslavia, la de Benedicto XV en 1920 para celebraciones en croata, esloveno y checo, y la de Pío XI en 1929 para Baviera (Alemania) y para Austria en 1935.
Durante el pontificado de Pío XII, la Sagrada Congregación de Ritos autorizó el uso de idiomas locales en países con actividades misioneras católicas en expansión, como Indonesia, Nueva Guinea, Indochina, China continental y Japón entre 1941 y 1942. En 1949, se permitió el uso del chino mandarín en la misa, salvo en el Canon de la Misa, y en 1950 se autorizó el uso del hindi en la India. Además, se permitió el uso de traducciones de otras celebraciones litúrgicas al francés (1948) y al alemán (1951). Los obispos de Estados Unidos obtuvieron una autorización similar a la de Baviera y Austria en 1954.
Además, Sacrosanctum Concilium enfatizó la importancia de la música sacra, destacando la polifonía y especialmente el canto gregoriano: «La Iglesia reconoce el canto gregoriano como propio de la liturgia romana; por tanto, en igualdad de circunstancias, se le debe dar el primer lugar en las acciones litúrgicas».
Uno de los aspectos más delicados de la reforma litúrgica del rito romano fue la revisión del Ordo Missae. La Constitución propuso que el Ordinario se revisara para resaltar con mayor claridad el significado de sus partes, favoreciendo así una participación más activa de los fieles.
En lugar de encomendar la aplicación de la constitución conciliar a la Congregación de Ritos, el organismo tradicionalmente competente en la materia, el nuevo papa, san Pablo VI, optó por crear un nuevo ente. Mediante el motu proprio Sacram Liturgiam del 25 de enero de 1964, se estableció el Consilium ad exsequendam Constitutionem de Sacra Liturgia, el organismo encargado de supervisar la reforma litúrgica, con el cardenal Giacomo Lercaro como presidente y Annibale Bugnini como secretario. Este grupo comenzó a trabajar en la reforma del nuevo misal, con la participación de expertos como el padre José Jungmann y monseñor Mario Righetti, quienes se sumaron en abril de 1964.
En la encíclica Ecclesiam Suam (agosto de 1964), el papa exhortó a una implementación «inteligente» y «celosa» de las disposiciones conciliares sobre el ministerio de la Palabra. El 26 de septiembre de 1964, mediante la Instrucción Inter Oecumenici, se inició la aplicación de las reformas en el rito de la misa, trasladando la gestión litúrgica en una responsabilidad compartida entre la Santa Sede, los obispos diocesanos y las Conferencias Episcopales. El texto castellano del Ordinario de la Misa fue publicado en 1964, aprobado por la Conferencia Episcopal Española y confirmado por el Consilium el 3 de diciembre de ese año.

### Implementación y desuso
La instrucción Inter Oecumenici ofreció directrices concretas para la reforma, complementando las bases establecidas por Sacrosanctum Concilium. Entró en vigor el 7 de marzo de 1965, el primer domingo de Cuaresma. Aquel día, el papa Pablo VI celebró por primera vez la misa en italiano, en la parroquia de Todos los Santos en Roma, contando con elementos inéditos como la concelebración, hasta entonces reservada a la ordenación episcopal. Esto fue respaldado por dos documentos relacionados con el Ordo Missae:
- Ordo Missæ, Ritus servandus in celebratione Missæ et De defectibus in celebratione Missæ occurrentibus (27 de enero de 1965).
- Ritus servandus in concelebratione Missæ et Ritus Communionis sub utraque specie (7 de marzo de 1965).[21]

Aunque estas publicaciones mantenían gran parte de los textos eucológicos del misal romano de 1962, incluían explicaciones que facilitaban la comprensión de los ritos y textos, en sintonía con el espíritu renovador de la reforma. El Ordo Missæ del 27 de enero de 1965 tuvo un carácter provisional, sirviendo de puente hasta la edición del Ordo Missæ definitivo en 1969. Aunque el decreto que aprobó el misal de 1965 no lo definió explícitamente como transitorio, su uso quedó circunscrito al período de transición, caracterizado por una liturgia híbrida que combinaba elementos tradicionales y nuevos.
El pontificado de Pablo VI en el período posterior al Concilio Vaticano II estuvo marcado por los desafíos de implementar las reformas del Vaticano II, especialmente por los episodios de desobediencia en relación con las reformas litúrgicas. Algunos eclesiásticos adoptaron enfoques progresistas que introdujeron prácticas no autorizadas, mientras que los tradicionalistas se resistieron firmemente a las renovaciones, aferrándose a tradiciones previas que el pontífice calificó como «obstinadas e irreverentes nostalgias».
El 30 de junio de 1965, Giacomo Lercaro dirigió una carta a los presidentes de las conferencias episcopales condenando las iniciativas personales y arbitrarias que contradecían las directrices del Consilium. Sin embargo, en diciembre de 1966, la revista Notitiae, ógano oficial del Consilium, lamentaba que la situación no solo persistía, sino que había empeorado. Ante ello, el 29 de diciembre de ese año, la Congregación para el Culto Divino y la Disciplina de los Sacramentos y el Consilium emitieron una declaración conjunta condenando con firmeza las celebraciones litúrgicas arbitrarias, especialmente en lo referente a la Eucaristía.
Pablo VI abordó el problema de la indisciplina litúrgica en varias ocasiones. Para contrarrestar desviaciones y reafirmar el magisterio de la Iglesia, la Congregación de Ritos emitió la instrucción Musicam Sacram el 5 de marzo de 1967. Este documento ofreció directrices sobre el canto y la música en la liturgia, reiterando la importancia del canto gregoriano como base de la música sagrada: «Debe promoverse, ante todo, el estudio y la práctica del canto gregoriano, ya que, por sus cualidades propias, sigue siendo una base de gran valor para la cultura en música sagrada». Aunque no introdujo grandes novedades, reafirmó la necesidad de preservar la solemnidad en las celebraciones litúrgicas.
El 19 de abril de 1967, durante una alocución al Consilium, expresó su inquietud: «Dolor y preocupación son los episodios de indisciplina que se difunden en las diversas regiones con motivo de las celebraciones comunitarias… con grave perturbación para los buenos fieles y con inadmisibles motivaciones, peligrosas para la paz y el orden de la misma Iglesia». El papa enfatizó la necesidad de que los obispos y las comunidades religiosas vigilaran tales episodios y garantizaran la armonía litúrgica, condenando las tendencias a «desacralizar» la liturgia, señalando que esta actitud conducía a una «desintegración religiosa».
El 4 de mayo de 1967, el Consilium de Bugnini dijo lo siguiente sobre las reformas litúrgicas: «Su abundante fruto se está volviendo bastante claro a partir de los muchos informes de los obispos, que atestiguan una participación aumentada, más consciente e intensa de los fieles en todas partes en la liturgia, especialmente en el santo sacrificio de la Misa».
No obstante, este optimismo contrastaba con casos concretos que evidenciaban una desacralización preocupante. Un ejemplo de desacralización fue la Primera Misa Quisqueyana, presentada en abril de 1967 en Santiago (República Dominicana). Este experimento, concebido por los músicos Manuel Antonio Rueda González y Manuel Simó, incorporó elementos del folclore dominicano de origen campesino en la liturgia católica. Aunque algunos campesinos mostraron reservas, señalando que «Eso no luce en la Iglesia», confiaron en el juicio de los sacerdotes: «Pero lo que los Padres hagan está bien».
Otro caso emblemático de las innovaciones que preocupaban al papa fue la misa pop celebrada en diciembre de 1967 por el cardenal Bernardus Johannes Alfrink, primado de los Países Bajos. La misa pop complació al purpurado. Esta incorporación de elementos de la cultura popular a la liturgia generó repugnancia en algunos fieles por el ruido de las guitarras eléctricas y la batería durante la comunión, lo que impedía la meditación y la plegaria, transformando el acto litúrgico en un espectáculo dirigido a la juventud. Esto dio lugar a la formación de un comité anti-misa pop, que promovió las misas silenciosas como alternativa.
En su alocución del 14 de octubre de 1968, Pablo VI reiteró que la liturgia no podía estar sujeta a modificaciones arbitrarias, recordando su carácter universal y condenando la sustitución de ornamentos sagrados por objetos comunes. Además, en su alocución del 3 de septiembre de 1969, advirtió contra el «particularismo indócil»: «Esta tendencia a separarse gradual y obstinadamente de la autoridad y de la comunión de la Iglesia puede llevar desgraciadamente muy lejos… No, como han dicho algunos, a las catacumbas, sino fuera de la Iglesia». A pesar de los esfuerzos del papa y del Consilium, los casos de desacralización continuaron surgiendo.
El misal de 1965, producto de las primeras reformas conciliares, ocupa un lugar peculiar en la historia litúrgica, siendo considerado por algunos como un paso intermedio hacia el Ordo Missæ definitivo. El padre Bugnini, en su obra La reforma de la liturgia (1948-1975), lo menciona de manera marginal, sin profundizar en su análisis. Curiosamente, el afamado obispo Marcel Lefebvre, crítico acérrimo del Vaticano II y de la misa de Pablo VI, aceptó y utilizó este misal.
Actualmente, algunas comunidades monásticas han preservado aspectos del Misal de 1965. Un ejemplo actual del uso del misal de 1965 se encuentra en la Abadía de Santa María Magdalena en Le Barroux, Francia, fundada en 1980 por el monje Gérard Calvet. Esta abadía, inicialmente simpatizante de la Fraternidad Sacerdotal San Pío X de Lefebvre, rompió vínculos tras las consagraciones de Écône. Con el rescripto de la Pontificia Comisión Ecclesia Dei de 1989, adoptaron el misal de 1965 para las misas conventuales.
Otro caso destacado es el de la Abadía Notre-Dame de Fontgombault, también en Francia, donde también se celebran misas inspiradas en las características del misal de 1965. Durante los años 1990, bajo el pontificado de san Juan Pablo II, la Comisión Ecclesia Dei autorizó prácticas litúrgicas en las misas conventuales que evocaban este misal. Esto resulta comprensible, dado que el misal romano de 1965 nunca recibió una aprobación oficial plena por parte de la Santa Sede.

## Estructura

### Misa original de 1965

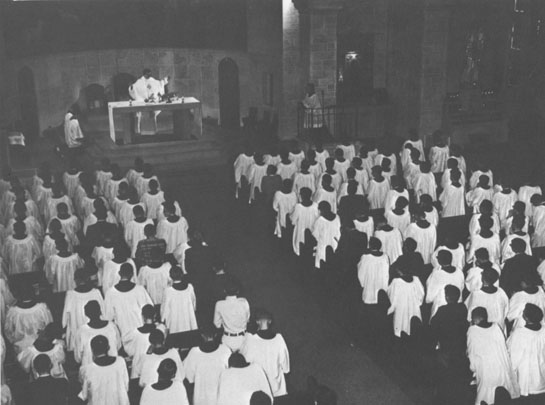
Misa vaticana versus populum en la Escuela Latina de Indianápolis, Estados Unidos, 1965.

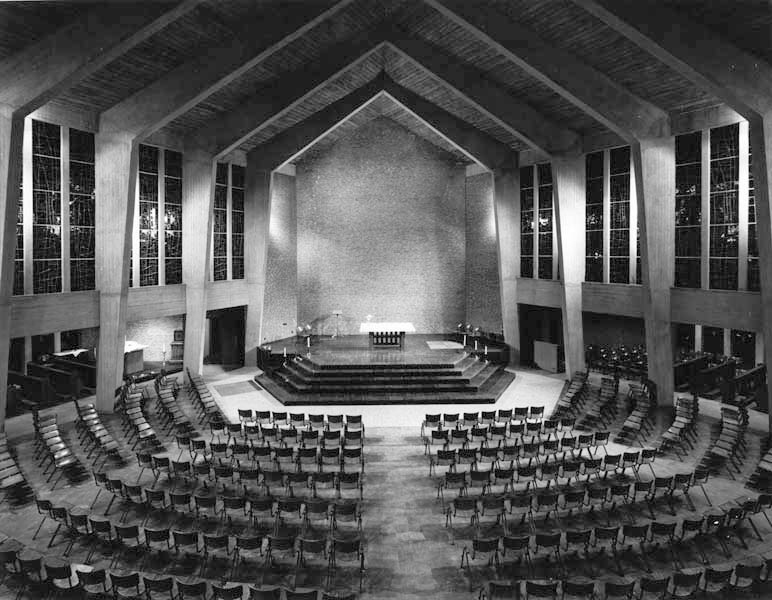
Antigua parroquia de la Ascensión de Cristo de Maastricht, Países Bajos, 1965. En esta foto se observa un altar no incrustado en la pared, colocado en el centro del presbiterio, reflejando los cambios litúrgicos de la época.

En la misa de 1965 se permitió el uso de la lengua vernácula en las celebraciones con participación del pueblo, especialmente en las siguientes partes:
- Lecturas bíblicas.
- Oraciones de los Fieles, reintroducidas en la liturgia.
- Cantos litúrgicos, como el Kyrie, Gloria in excelsis Deo, Credo, Sanctus, y Agnus Dei, así como las antífonas de entrada, ofertorio y comunión.
- Partes de diálogo entre el sacerdote y el pueblo.
- El Padre Nuestro, que podía recitarse íntegramente por la congregación junto con el sacerdote.

Se fomentó una mayor participación de la congregación en respuestas y cantos. Aunque la orientación ad orientem, de frente al Sagrario, seguía siendo norma, se permitió celebrar la misa versus populum, de cara la gente, sin que esto fuera obligatorio.
Con el misal de 1965 se fomentó una mayor participación de la congregación en respuestas y cantos. Aunque la orientación ad orientem (de espaldas al pueblo o de cara a Dios, al estar frente al sagrario) seguía siendo la norma, se permitió celebrar la misa versus populum (de cara al pueblo), sin que esto fuera obligatorio.
Asimismo, se autorizó que laicos asumieran el papel de lectores en las celebraciones, permitiendo una participación más directa en la proclamación de la Palabra de Dios.
La mayoría de las Conferencias Episcopales aprobaron rápidamente traducciones provisionales a las lenguas vernáculas, las cuales fueron confirmadas por la Santa Sede y publicadas en 1965. En 1967, el Consejo Episcopal Latinoamericano y la Conferencia Episcopal Española adoptaron una traducción común.

#### Ritos iniciales

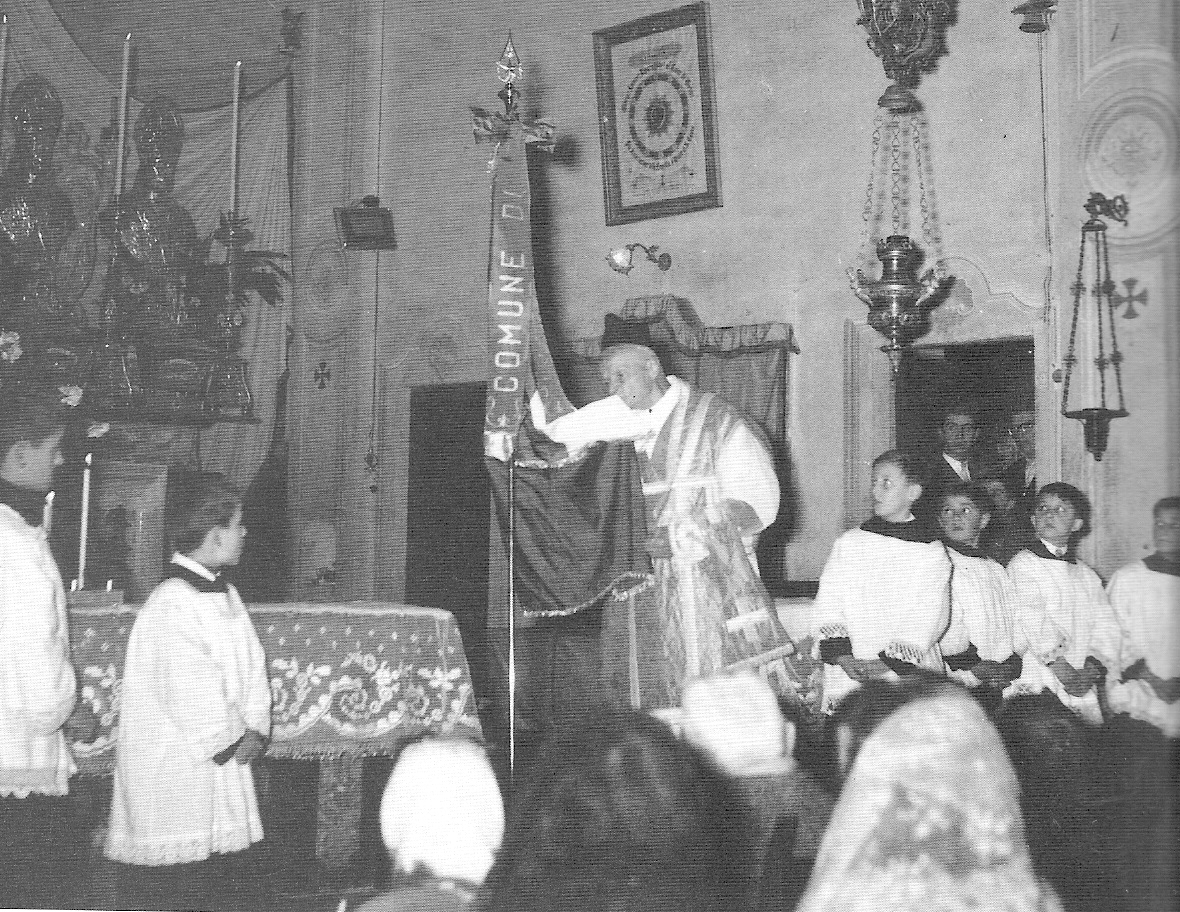
Misa vaticana celebrada en Inarzo, Italia, 1967.

El Salmo 43, recitado al inicio de la misa y la lectura del último evangelio (Initium) al final, ambos añadidos al misal por el papa san Pío V (originalmente oraciones privadas del sacerdote), fueron eliminados. Solo se conservó una breve parte del Salmo 43, recitada al pie del altar. El sacerdote seguía rezando el Confiteor, en lengua vernácula o en latín, utilizando el texto tradicional, que mencionaba a los santos Miguel Arcángel, Juan el Bautista, Pedro y Pablo.
Los servidores recitaban el Misereatur y luego su propio Confiteor, seguido por el sacerdote, quien rezaba el Misereatur y el Indulgentium junto con la señal de la cruz. Las oraciones privadas como el Aufer a nobis y el Oramus te permanecieron en latín.
El Introito y el Kyrie podían recitarse o cantarse en latín o lengua vernácula. Si un coro los cantaba, el sacerdote se unía en lugar de recitarlos en privado. Esto restauró la función ministerial en la proclamación de los textos, eliminando la duplicación que prevalecía en el misal de 1962, ya que en este el canto de la schola (coro) no “contaba” litúrgicamente, ya que el celebrante debía recitar en privado los textos cantados.
El Gloria, si era recitado, debía iniciarse en el centro del altar. Si era cantado, el sacerdote no lo recitaba en privado y se le animaba a unirse al canto. Tanto el latín como la lengua vernácula eran opciones permitidas.
La oración colecta se realizaba mirando hacia el pueblo, comenzando con «El Señor esté con vosotros», a lo que el pueblo respondía: «Y con vuestro espíritu». Luego, el celebrante decía: «Oremos» y recitaba o cantaba la colecta en latín o lengua vernácula, utilizando traducciones aprobadas del misal de 1962.

#### Liturgia de la Palabra

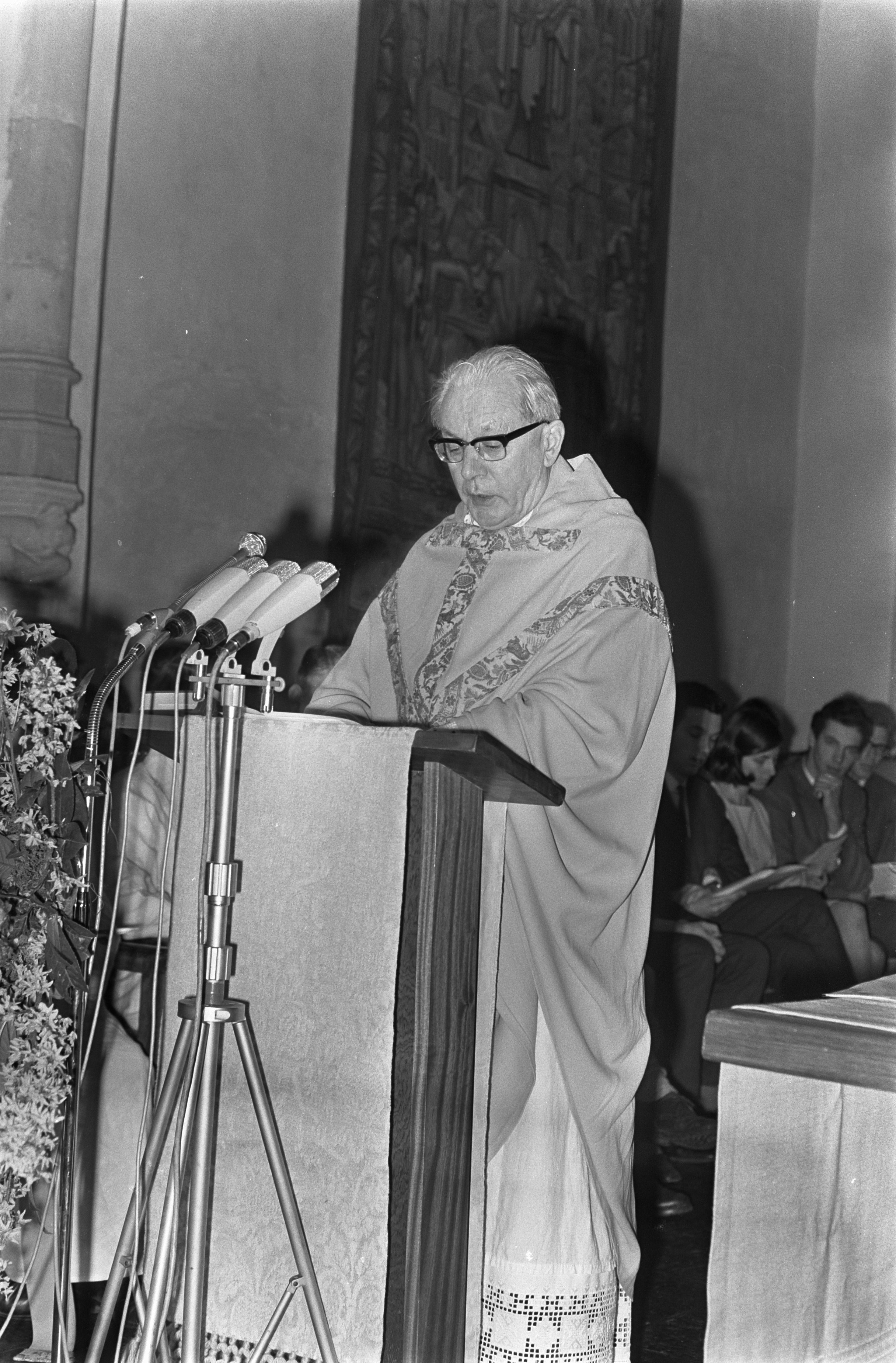
Homilía dada por el cardenal Bernardus Johannes Alfrink, arzobispo de Utrecht, el 19 de enero de 1969.

Las lecturas seguían utilizando los leccionarios de 1962 y anteriores, con versiones vernáculas aprobadas disponibles. La epístola y el evangelio podían ser leídos o cantados por un lector o ministro en el ambón, mientras el celebrante escuchaba desde su asiento. Si las lecturas eran cantadas, el celebrante no las repetía en privado.
El Credo podía recitarse o cantarse en latín o lengua vernácula. En España, la traducción adoptó «Creemos» en lugar de «Creo».

#### Ofertorio

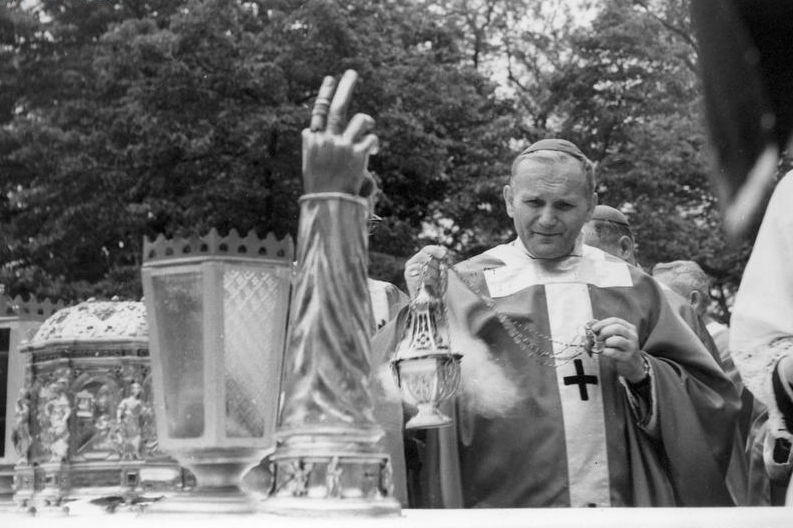
El arzobispo metropolitano de Cracovia, Karol Wojtyła, inciensa el altar con reliquias durante una solemne misa concelebrada en 1966.

Las oraciones tradicionales del ofertorio, como Suscipe Sancte Pater y Offerimus tibi, se mantuvieron en latín. Las demás oraciones tampoco sufrieron alteraciones y permanecieron en latín, como el Deus qui humanae en la mezcla del agua y el vino. Justo antes del lavatorio de manos, se rezaba el In spiritu humilitatis y el Veni sanctificator.
En cuanto al lavatorio de las manos, se continuaba rezando la tradicional oración Lavabo inter innocentes (Salmo 25) y no se había abandonado la oración Suscipe sancta Trinitas. Todas estas oraciones se pronunciaban en latín.
Tras besar el altar y volverse hacia el pueblo, el sacerdote decía el Orate fratres, aunque podía hacerlo en lengua vernácula. En la oración sobre las ofrendas, el celebrante, al volverse, pronunciaba la oración correspondiente, la cual podía ser dicha o cantada en lengua vernácula o en latín. El prefacio (que incorporaba algunos nuevos en el misal de 1965) también podía ser dicho o cantado en lengua vernácula o en latín. Lo mismo ocurría con el Sanctus, que podía ser pronunciado o cantado en cualquiera de los dos idiomas.

#### Liturgia Eucarística

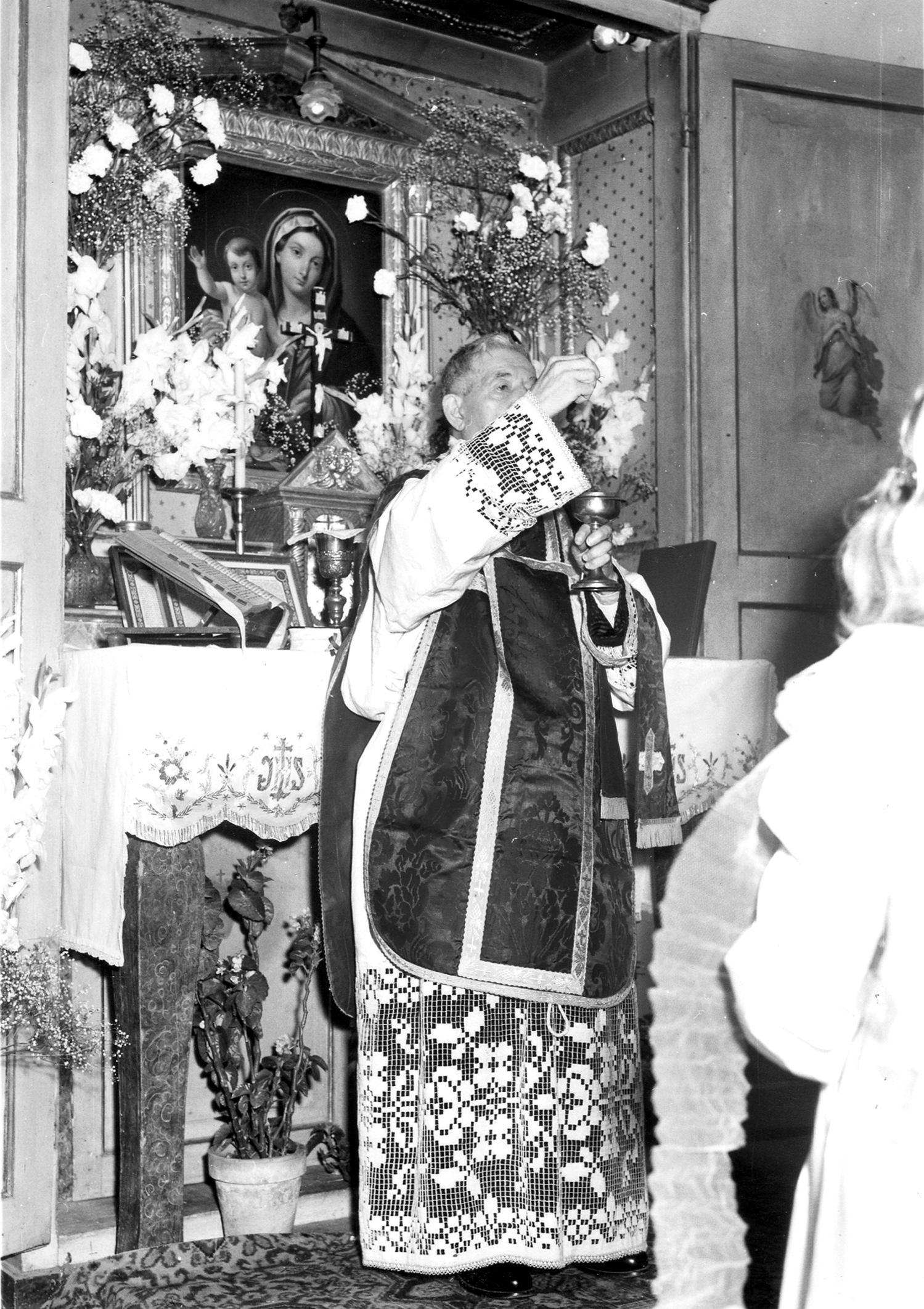
Un presbítero celebra la misa interina ad orientem, recitando el Agnus Dei en la Iglesia Santa Maria delle Grazie, en Calvizzano, Italia, el 14 de julio de 1965.

El Canon continuó recitándose en silencio y en latín. Sin embargo, el Padre Nuestro y otras partes como el Agnus Dei podían rezarse o cantarse en lengua vernácula.
El sacerdote después de su propia comunión se dirigía de cara al pueblo al rezarse «Señor, no soy digno...» tomado del Evangelio de Mateo, en el episodio de la curación del criado del centurión , repitiendo la oración tres veces. La fórmula de dar la comunión se acortó a «El Cuerpo de Cristo».

#### Ritos de conclusión

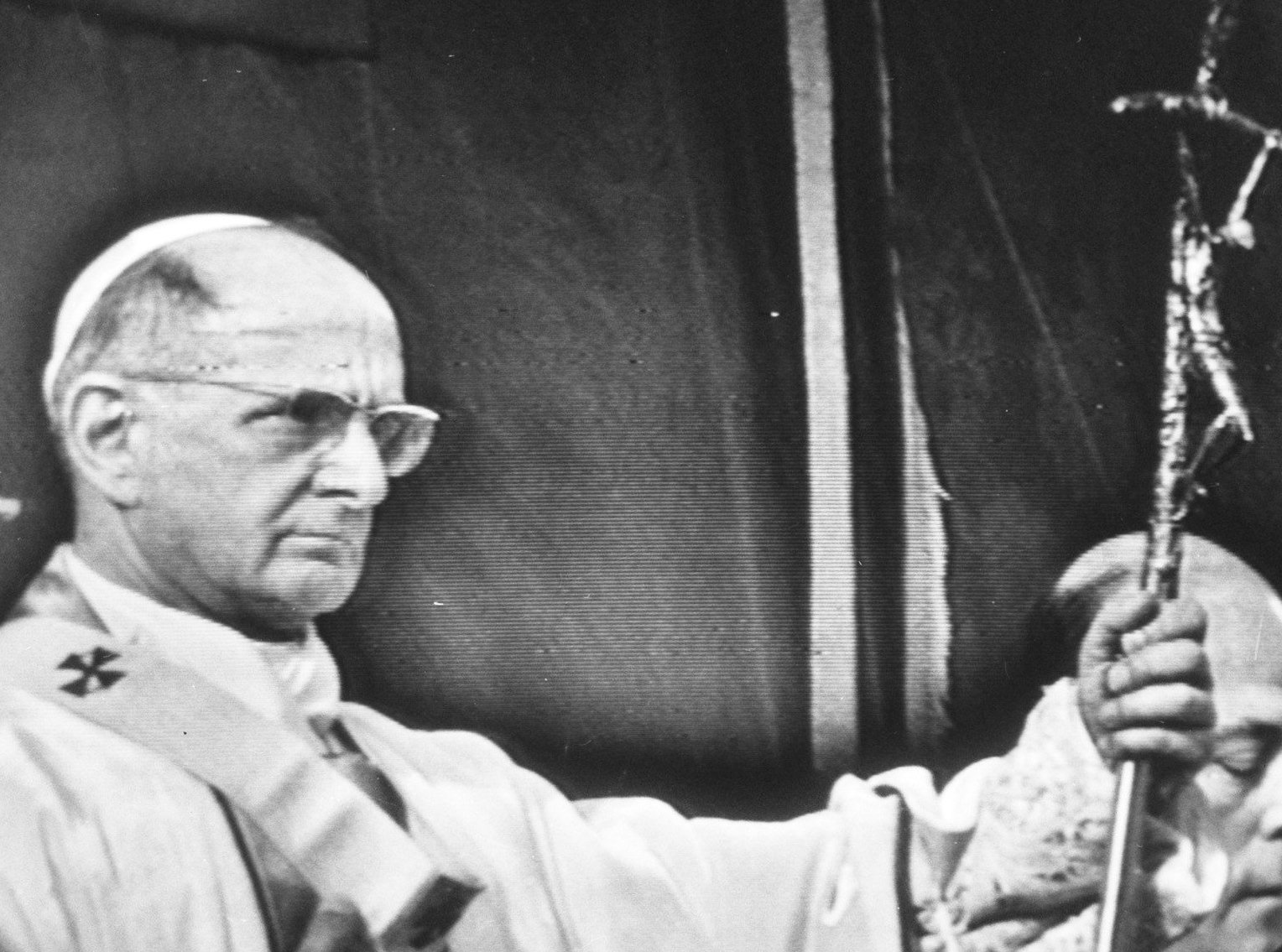
San Pablo VI, en la misa de clausura del Concilio Vaticano II, celebrada el 8 de diciembre de 1965, fiesta de la Inmaculada Concepción.

La oración a san Miguel arcángel instituida por León XIII ya no era obligatoria recitarla en la misa.
El Ite missa est podía decirse en lengua vernácula, con la fórmula española «Podéis ir en paz», a lo que la asamblea respondía: «Demos gracias a Dios».

### Cambios de 1967
Tres años más tarde, la instrucción Tres abhinc annos del 4 de mayo de 1967 permitió el uso de la lengua vernácula incluso en el Canon Romano, y permitió decirla en voz alta e incluso, en parte, cantarla; la lengua vernácula podía usarse incluso en la misa celebrada sin que el pueblo estuviera presente. El uso del manípulo se hizo opcional, y en tres ceremonias en las que antes la capa pluvial era la vestimenta obligatoria, se podía utilizar la casulla.